# تاریخ بودیسم در هند
تاریخ بودیسم در هند (انگلیسی: History of Buddhism in India) بودیسم یکی از دین‌های هندی که در و اطراف امپراتوری ماگدها (اکنون در بیهار، هند پدید آمد و بر اساس آن مستقر است. در مورد آموزه‌های گوتاما بودا که به عنوان بوداساتوا ("یک بیدار") در نظر گرفته شد، اگرچه آموزه بودایی معتقد است که قبل از او بوداهای دیگری نیز وجود داشته است. گسترش بودیسم در خارج از ماگادا از دوران زندگی بودا شروع شد.